# شینوبیدو
شینوبیدو (به ژاپنی: 忍道 SHINOBIDO) فیلمی است که در سال ۲۰۱۲ اکران شد.